# Raphaël Lautone
Raphaël Lautone, né le 25 octobre 2001, est un coureur cycliste français. 

## Biographie
Raphaël Lautone commence le cyclisme durant sa jeunesse au sein de l'US Lamentin. Il porte les couleurs de ce club durant de nombreuses saisons. Avec cette formation, il devient notamment vice-champion de la Guadeloupe du contre-la-montre en 2019, chez les juniors. 
Lors de la saison 2022, il se révèle au niveau régional en obtenant plusieurs victoires. Il remporte notamment le championnat de la Guadeloupe du contre-la-montre. La même année, il se classe deuxième du championnat de France des Outre-Mer,, après s'être imposé sur la première épreuve. Il monte par ailleurs sur le podium des Jeux de la Caraïbe et des championnats de la Caraïbe, dans l'épreuve chronométrée. 
En 2023, il change de club en rejoignant la Team Madras Cycling, basée à Saint-François. Décrit comme un puncheur, il confirme ses aptitudes en décrochant de nouveaux succès dans des épreuves domiennes. Sur le Tour de la Guadeloupe, il remporte la dernière étape devant son compagnon d'échappée Tyler Stites. Il s'agit de sa première victoire acquise sur une compétition inscrite au calendrier de l'UCI.
En 2024, il réitère sa victoire de 2022 en devant champion de la Guadeloupe du contre-la-montre.

## Palmarès
- 2019
  - 2e du championnat de la Guadeloupe du contre-la-montre juniors
- 2022
  - Champion de la Guadeloupe du contre-la-montre
  - Grand Prix de l'USL
  - 2e étape du Grand Prix Boris Carène
  - 1re étape du Championnat de France des Outre-Mer
  - 2e étape du Grand Prix Jack Auto
  - 2e du Championnat de France des Outre-Mer
  -  Médaillé d'argent du contre-la-montre aux Jeux de la Caraïbe
  -  Médaillé d'argent du championnat de la Caraïbe du contre-la-montre espoirs
  - 3e du Grand Prix Jack Auto
  -  Médaillé de bronze du championnat de la Caraïbe du contre-la-montre
- 2023
  - Champion de la Guadeloupe sur route espoirs
  - 1re étape du Grand Prix de la Sécurité Routière
  - Prologue et 3e étape du 	Mémorial Denis Manette
  - Prologue du Grand Prix de la Saint-Jean
  - 5e étape du Tour de Marie-Galante
  - 9e étape du Tour de la Guadeloupe
  - 6e étape du Tour de Guyane
  - Prologue du Gwad Avenir Tour
  - 2e du championnat de la Guadeloupe du contre-la-montre
  -  Médaillé d'argent du championnat de la Caraïbe du contre-la-montre espoirs
  -  Médaillé d'argent du championnat de la Caraïbe sur route espoirs
- 2024
  - Champion de la Guadeloupe du contre-la-montre
  - Prologue du Grand Prix de l'Étincelle
  - 1re étape du Grand Prix des EHPAD
  - 2e du Grand Prix des EHPAD
  - 3e du Grand Prix de l'Étincelle

## Classements mondiaux
| Année                                 | 2023  |
| ------------------------------------- | ----- |
| Classement mondial                    | 1828e |
|                                       |       |
| Légende : nc = non classéSource : UCI |       |